# Obergösgen
Obergösgen (toponimo tedesco) è un comune svizzero di 2 217 abitanti del Canton Soletta, nel distretto di Gösgen.